# Cuba, San Bernardo
Cuba är en ort i Mexiko. Den ligger i kommunen San Bernardo och delstaten Durango, i den centrala delen av landet, 1 000 km nordväst om huvudstaden Mexico City. Cuba ligger 1 865 meter över havet och antalet invånare är 129.
Terrängen runt Cuba är kuperad åt nordväst, men åt sydost är den platt. Runt Cuba är det mycket glesbefolkat, med 2 invånare per kvadratkilometer. Närmaste större samhälle är San Gabriel, 20,0 km öster om Cuba. Omgivningarna runt Cuba är i huvudsak ett öppet busklandskap.